# Distretto di Pilchaca
Il distretto di Pilchaca è uno dei diciannove distretti della provincia di Huancavelica, in Perù. Si trova nella regione di Huancavelica e si estende su una superficie di 42.97 chilometri quadrati.